# Carbon (프로그래밍 언어)
Carbon(카본) 또는 Carbon-lang(카본랭)은 실험적인 범용 프로그래밍 언어이다. 이 프로젝트는 오픈 소스이며 구글이 자사가 이전에 개발한 프로그래밍 언어들(Go, 다트)을 이어받아 시작하였다. 구글의 엔지니어 챈들러 캐러스는 2022년 7월 토론토의 시피피노스(CppNorth) 콘퍼런스에서 Carbon을 처음 선보였다. 그는 Carbon이 C++의 뒤를 이을 것이라고 언급하였다. 이 언어는 2024년 또는 2025년에 1.0이 출시될 것으로 예상된다.
이 언어의 의도는 C++의 여러 단점을 수정하면서도 이 밖에 비슷한 기능 집합을 제공하는 것이다. 이 언어의 주요 목표는 러스트와 같은 새로운 언어의 이용(C++ 기반이면서 C++ 프로그램과 양방향 호환이 아님)과는 반대로, 가독성과 양방향 상호운용성이다. 이 언어의 변경사항은 Carbon 선임자들이 결정한다.
Carbon의 문서, 디자인, 구현체 및 관련 도구들은 LLVM 예외가 포함된 아파치-2.0 라이선스 하에 깃허브에서 호스팅된다.

## 예시
105바이트로 Carbon 언어로 작성된 "Hello, World!" 프로그램은 다음과 같다.
```
package
 
Sample
 
api
;

fn
 
Main
()
 
-> 
i32
 
{

    
var
 
s
: 
auto
 
=
 
"Hello, world!"
;

    
Print
(
s
);

    
return
 
0
;

}

```

다음은 이와 동일한 C++로 작성된 100바이트의 "Hello, World!" 프로그램이다.
```
#include
 
<iostream>

int
 
main
()
 
{

    
auto
 
s
 
=
 
"Hello, World!"
;

    
std
::
cout
 
<<
 
s
;

    
return
 
0
;

}

```

## 같이 보기
- 프로그래밍 언어의 비교
- D (프로그래밍 언어)
- 러스트 (프로그래밍 언어)